# NGC 6055
NGC 6055 é uma galáxia lenticular (SB0) localizada na direcção da constelação de Hercules. Possui uma declinação de +18° 09' 34" e uma ascensão recta de 16 horas, 05 minutos e 32,7 segundos.
A galáxia NGC 6055 foi descoberta em 8 de Junho de 1886 por Lewis A. Swift.